# William Donald Hamilton
Pour les articles homonymes, voir Hamilton et William Hamilton.
William Donald « Bill » Hamilton né le 1er août 1936 au Caire et mort le 7 mars 2000 à Middlesex Hospital en Londres, est un biologiste britannique de l’évolution. Il a contribué principalement à la théorie de la sélection de parentèle (kin selection). Il a reçu la médaille Darwin en 1988, la médaille linnéenne en 1989 et le prix Crafoord en 1993.

## Biographie
Il a été professeur à l’Imperial College de Londres (1964-1977), à l'université du Michigan (1978-1984), puis à la « Royal Society Research » de l'université d'Oxford (1985-1999).
En 1964, il publie un article dans le Journal of Theoretical Biology, intitulé « The Genetical Evolution of Social Behavior » . Il y apporte une solution à un des grands problèmes de la théorie de l'évolution (de Charles Darwin) : pourquoi existe-t-il des comportements altruistes dans la nature, alors que de tels comportements sont « coûteux » et souvent dangereux pour leurs acteurs ? L'explication réside dans l'aptitude darwinienne globale (inclusive fitness) des gènes, à la base de la notion de « sélection de parentèle » (kin selection) : dans chaque espèce, les individus privilégient les comportements de coopération avec leurs parents génétiques les plus proches car en se dévouant ainsi, ils favorisent la propagation de leurs propres gènes. Cette règle connue sous le nom de « loi de Hamilton », a contribué à la célébrité de son auteur.
Hamilton soutenait la thèse d'Edward Hooper selon laquelle l'origine de l'épidémie de SIDA serait les campagnes de vaccinations expérimentales contre la polio sur les populations Africaines dans les années 1950. En enquêtant sur cette hypothèse en Afrique, Hamilton contracte la malaria. Une hémorragie cérébrale l'emporte en 2000 à la suite du traitement administré contre cette infection.

## La loi de Hamilton
La loi de Hamilton dit que : « Les comportements altruistes seront favorisés par la sélection si les coûts (risques) pour effectuer le comportement sont moindre que les bénéfices (avantages) escomptés. » Il y a donc toujours un intérêt derrière toute action, mais cet intérêt décroît en fonction du coefficient d’apparentement. L’altruisme sera donc de 100 % pour un individu envers soi même, il ne sera plus que de 50 % pour les enfants, parents, frère et sœurs, il tombe à 25 % pour les grands-parents, petits enfants, demi frères et demi sœurs, et devient infime au-delà.
La loi de Hamilton s’écrit : rb>c où r est le coefficient d’apparentement entre l’acteur et le bénéficiaire, b la somme des bénéfices pour tous les individus affectés par le comportement, c le cout pour l’individu effectuant l’action.

## Hypothèse des bons gènes
En 1982, en collaboration avec Marlene Zuk il expose l'hypothèse des bons gènes (en)  éclairant certains aspects de la sélection sexuelle.

## Publications
- (en) William D. Hamilton, Narrow roads of gene land : the collected papers of W.D. Hamilton, vol. 1 : The Evolution of Social Behavior, Oxford New York, W.H. Freeman/Spektrum, 1996, 566 p. (ISBN 978-0-7167-4530-3, lire en ligne).
- (en) William D. Hamilton, Narrow roads of gene land : the collected papers of W.D. Hamilton, vol. 2 : The Evolution of Sex, Oxford New York, W.H. Freeman/Spektrum, 1996, 930 p. (ISBN 978-0-19-850336-1, lire en ligne).
- W. Hamilton et Marlene Zuk, « Heritable true fitness and bright birds: A role for parasites? », Science, vol. 218, no 4570,‎ 1982, p. 384–387 (PMID 7123238, DOI 10.1126/science.7123238, Bibcode 1982Sci...218..384H, lire en ligne)